# Episodi di Lip Service (prima stagione)

## Episodio 1
Frankie torna a Glasgow dagli Stati Uniti dove risiedeva per lavoro, reincontra i suoi amici Jay, Tess, Ed. Cat viene informata del ritorno di Frankie, solo dopo viene a sapere che è tornata per il funerale di sua zia, che l'aveva cresciuta come una figlia. Così si incontrano e Cat vuole spiegazioni sul perché tempo prima Frannkie l'aveva lasciata scappando negli states senza un motivo apparente, ma lei non risponde, dice solo che aveva avuto paura, e cerca di recuperare la sua vecchia relazione, ma viene scacciata. Cat conosce ed inizia ad uscire con Sam, una detective di polizia.
Tess intanto dopo dei fallimentari provini e dopo essersi disperata perché la sua ex è già con una nuova fidanzata, trova un lavoro con Ed,dove devono stare in un costume vestiti da lattine, come sponsor. Mentre sono lì conosce Lou, una presentatrice televisiva molto bella ma secondo lei "chiaramente etero", nonostante ciò iniziano ad uscire e a fine puntata finiscono a letto insieme.
Frankie dopo aver litigato con Cat ha un rapporto sessuale con una segretaria delle pompe funebri conosciuta prima, Cat le sorprende e si arrabbia.

## Episodio 2
Tess continua a uscire con Lou, ma lei inizia ad essere evasiva e a sparire. Inizia a lavorare in televisione come aiuto, ma involontariamente fa dei danni.
Frankie va al funerale con Cat, viene a sapere che sono sparite delle foto di quando era bambina, che sono state spedite a qualcuno. Si arrabbia con suo zio, col quale ha già un pessimo rapporto, e si ubriaca, venendo cacciata dallo zio. Inizia ad indagare sulle foto sospettando qualcosa che le è stato nascosto.
A Cat viene rubata la borsa, e alla polizia rincontra Sam, che le chiede di uscire quella sera. Frankie cerca di mandare a monte il suo appuntamento ma non ci riesce, così esce innervosita e conosce Sadie, una ragazza che ha sorpreso rubare in una libreria, finiscono a letto insieme. La mattina dopo, però si sveglia e lei è sparita, come è sparita una collana che Jay aveva comprato per la sua ragazza.

## Episodio 3
Cat e Sam continuano ad uscire e iniziano ad avere una relazione seria, Tess invece non riesce a capire Lou, che sembra innamorata ma anche continuamente evasiva. Frankie è la nuova fotografa dello studio dove lavorano Jay e Cat, iniziano a lavorare insieme, poi continua ad indagare sulle foto, sta risalendo a varie persone che pare conoscessero sua zia.
Jay al lavoro porta una ragazza molto carina in bagno a farsi una sniffata, ma questa sviene, Frankie arriva e capisce che non era cocaina ma ketamina, così la porta via dall'ufficio. Più avanti per coprire Jay si prenderà la colpa di questo, anche se ciò la screditerà agli occhi di Cat.
Sadie si fa ritrovare da Frankie, ammettendo di aver rubato la collana solo per attirare la sua attenzione. Tess scopre che Lou è innamorata ed è l'amante del suo collega al programma televisivo, e che è convinta che lascerà sua moglie per lei, così si lasciano, Ed interviene per difendere Tess.
Frankie scopre che il certificato di morte dei suoi genitori comprende anche quello di lei da bambina.

## Episodio 4
Sadie trova un appartamento dove non devono pagare l'affitto per Tess e Frankie, Cat e Frankie discutono dei certificati di morte, dicendo che Sam potrebbe scoprire qualcosa.
Tess trova una donna con cui uscire su internet, ma si rivela una che lo fa solo se suo marito la guarda. E al locale dove erano andati Tess aveva respinto una ragazza che si stava approcciando. Ed intanto esce con una ragazza del suo corso di letteratura, ma fa l'errore di passare tutta la serata con lei a parlare di Tess, rivelando inconsapevolmente i propri sentimenti per la sua amica.
Sam è risalita a un nome invischiato in tutto questo, Anna Carter, Frankie intuisce che possa essere la sua vera madre e va da suo zio a chiedere spiegazioni, ma lui la offende e la minaccia pur di non dire niente.
Sadie e Frankie escono e vanno in un appartamento vuoto di un'amica di Sadie a ubriacarsi, Frankie in una scena fissa il vuoto da un cornicione come se volesse buttarsi sotto, la domestica della proprietaria della casa le sorprende, non era stata avvisata, e chiama la polizia, Franckie suggerisce di chiamare Sam per sistemare le cose, questa arriva, insieme a Cat, e le trova in quelle pessime condizioni, scandalizzando anche Cat, ma le fa uscire.
Tornata a casa trova Ed, Jay e Tess che stanno festeggiando, Jay sta prendendo casa con la sua ragazza ma non è convinto delle responsabilità.
Rimasti soli lui e Frankie a bere parlano dei rapporti e dell'amore, lui le chiede se c'è mai stata qualcuna che le abbia davvero rubato il cuore, lei risponde "Cat... sempre e solo Cat." Infine si baciano e vanno a letto insieme: Tess li sorprende.

## Episodio 5
Cat si lega sempre di più a Sam e inizia a vedere Frankie solo come un'amica. È il compleanno di Tess, tutti cercano di non dirle niente e preparano una festa a sorpresa, lei riesce a incontrare di nuovo la ragazza del pub, che scopre essere una sua vicina di casa ed elettricista, così finge un problema all'impianto elettrico ma mentre è lì chiama la sua ex ragazza e le chiede di vedersi, lei accetta. Ma la sua ex voleva solo farle sapere che è felice con la sua attuale fidanzata e sta per sposarsi, facendola sentire male, sentendosi brutta decide di andare in un centro estetico, ma una reazione al botulino le rovina la pelle sul viso, così, distrutta dalla giornata tenta di tornare a casa, trova Ed che le confessa di essere innamorato di lei, e lei lo rifiuta, fuggendo via.
A casa sua intanto la festa è già iniziata mentre tutti la aspettano, Ma quando lei arriva è sconvolta e si chiude in camera. Ed si offende per una frase di Jay e rivela a tutti che è andato con Frankie la notte prima. Se ne vanno tutti, Becky arrabbiata con Jay, Cat sconvolta per Frankie (si lega ancora di più a Sam) e anche Sadie capisce che Frankie è innamorata di Cat.

## Episodio 6
Dopo un iniziale tentativo di evitarsi l'un l'altro, i personaggi arrivano ad affrontare i propri problemi.
Frankie dice a Cat di essere sempre innamorata di lei, e di averla lasciata solo per paura, dopodiché va a parlare con suo zio.
Tess e Jay rimangono bloccati in ascensore, ma fortunatamente arriva Ed, intenzionato a chiarirsi con Tess, che dopo aver fatto pace e deciso di rimanere amici, sblocca le porte dell'ascensore.
Tess ha un provino per un ruolo da protagonista in uno spettacolo teatrale, e lo passa. Incontra poi di nuovo la sua vicina di casa con cui finalmente riesce ad uscire.
Ed ottiene ottime recensioni per il suo libro di fantascienza e incontra un editore che vuole pubblicarlo.
Jay parla con Becky, ma lei capisce che lui non è pronto ad avere una famiglia, cosa che invece lei desidera e lo lascia.
Frankie incontra suo zio che finalmente le racconta la verità: Anna Carter è sua madre, e lui in realtà è suo padre. Dopo una rapina finita male ha dovuto scegliere tra essere consegnata alla polizia o lasciare la bambina nelle mani del padre ed hanno quindi finto che lei fosse la nipote di lui, in realtà morta in un incidente.
Sconvolta dalla notizia, decide di tornare a New York, ma non prima di lasciare un ultimo regalo a Cat: il pezzo di stipite con le loro iniziali. Cat, commossa, corre da Frankie e dopo essersi parlate finiscono a fare l'amore.
Mentre Cat si riveste per raggiungere Sam, Frankie le chiede se la ama e lei risponde sì, e le chiede se ama anche Sam e risponde ancora sì.
Frankie riesce infine ad incontrare sua madre.